# Peta Todd
Peta Louise Todd (Newham, Londen, 8 december 1986) is een voormalig Brits model en page-three girl. Zij is getrouwd met wielrenner Mark Cavendish sinds 2013.

## Modellencarrière
Todd stond voor de eerste keer als page-three girl in de Engelse krant The Sun toen ze 18 jaar oud was. Dit zou ze enkele jaren later weer doen. Sinds 2005 stond ze regelmatig model voor het blad Model In Mind en deed dit ook tijdens haar eerste zwangerschap. Verder stond ze onder meer in FHM en Nuts. In 2010 was Todd een van de Power Girls tijdens het eerste Power Snooker-toernooi in The O2 in Londen.

## Mediawerkzaamheden
Om de beeldvorming rond page-three girls te verbeteren, nam Todd deel aan het Oxford Union Society-debat en was ze te zien in Newsnight, beide rond het 40-jarig jubileum van page-three girls in 2010. In 2010 was Todd tevens te gast in Top Gear bij het onderdeel Star in a Reasonably Priced Car, dit onder de naam 'Peta 23 from Essex'.

## Goede doelen
Naast het modellenwerk zet Todd zich in voor Help for Heroes, een organisatie die zich inzet voor gewonde Britse soldaten. Om geld in te zamelen, deed ze in 2008 mee aan een vijfdaagse fietstocht van 640 kilometer in Frankrijk, beklom ze in 2009 samen met gewonde soldaten de Kilimanjaro en liep ze in 2010 de Marathon van Londen. Todd reisde ook naar Afghanistan om het moraal van de Britse troepen te verhogen die daar gelegerd waren.

## Persoonlijk
Todd heeft twee zonen en twee dochters met Mark Cavendish. Ze had reeds een zoon uit een eerdere relatie.